# 1292

## Събития
- Българския цар Георги Тертер абдикира от търновския трон.

## Починали
- 4 април – Николай IV, римски папа